# タクミくんシリーズ
『タクミくんシリーズ』は、ごとうしのぶによる日本のライトノベル。イラスト担当はおおや和美が担当している。角川ルビー文庫、角川mini文庫（共に角川書店）より1992年4月から2014年3月まで刊行された。同年12月より続編『崎義一の優雅なる生活』が刊行されている。2016年2月時点でシリーズ累計部数は500万部を突破している。メディアミックスとして、コミカライズやドラマCD化、実写映画化もされている。2025年8月、同年9月よりテレビドラマ化されることが発表された。

## あらすじ
葉山託生は祠堂学院高等学校2年生であり、過去のトラウマにより「人間接触嫌悪症」の患者でもある。ある日同級生の崎義一と同室になり、さまざまな事件を経て、2人は恋人同士になる。それ以後は、人の恋路に様々に関わり、交友関係を広げてゆくことになる。

## 登場人物
声の記述は、カセットJUNE / ドラマCDの順
葉山託生（はやま たくみ）
声 - 松本保典 / 鳥海勝美（1巻〜6巻）、青木誠（7巻、8巻）、森久保祥太郎（ルビーにくちづけ）、保志総一朗（9、10巻、10th）、立花慎之介（完全版） / 少年期：佐々木望
本作の主人公。静岡県出身。家庭の事情により心を閉ざしていたが、崎義一との出会いがきっかけで世界に対する肯定感をもつ。義一とは恋人同士。二年連続で副級長を務める。名前は一蓮托生から。
崎義一（さき ぎいち）
声 - 井上和彦 / 同左（1巻〜6巻、9、10巻、10th）、置鮎龍太郎（7巻、8巻）、関俊彦（ルビーにくちづけ）、森川智之（完全版）
ニューヨーク出身。通称ギイ。世界的な企業グループであるFグループ会長の御曹司。4分の1はフランス人であり、とんでもない美形。昔、葉山託生に一目ぼれして、高校進学の際、葉山が進学する祠堂学院高等学校に留学してきた。念願かなって葉山と恋人同士になる。二年生時には級長、三年生時には階段長を務める。「崎」は「崎陽軒」に由来する。「義一」は森田一義から。
赤池章三（あかいけ しょうぞう）
声 - 堀内賢雄 / 辻谷耕史、桐本琢也、増谷康紀
父は大学教授。小学生のとき母を亡くし、それから家事全般を担当していた。祠堂学院高等学校では珍しい、ノーマルな性的指向。風紀委員を経て、二年生後期からは風紀委員長を務める。
三洲新（みす あらた）
声 - なし / 石田彰
誰に対しても人当たりがよいため、皆から好かれるが、ストレスも多い。二年生からは真行寺に意地悪として、ストレス発散している。二年生後期からは生徒会長を務める。真行寺兼満とは恋人同士だが、「恋人」を使いたがらない。真行寺には「アラタさん」と呼ばれている。「天下無敵の屈折率」、「ツンデレ」と言われている。貰い子であることが判明している。
真行寺兼満（しんぎょうじ かねみつ）
声 - なし / 森久保祥太郎
ルックスは抜群であり、幼いころから続けている剣道で精神修養もできている好青年。学院の入学試験の日に三洲に一目ぼれし、アプローチし続けた結果、三洲と恋人関係にまで発展した。三洲のことを「アラタさん」と呼ぶ。剣道部所属。葉山とは、よき話し相手。
片倉利久（かたくら としひさ）
声 - 岩田光央 / 高木渉、神谷浩史、松野太紀、吉野裕行
仙台市出身。葉山とは一年生時、同室であり、そのころから葉山とは親友である。二年生時には級長を務めた。恋人は岩下政史。弓道部所属。
岩下政史（いわした まさし）
声 - なし / 武内健
伊豆初島出身。片倉とは二年生時同室である。後に恋人になる。茶道部所属。
吉沢道雄（よしざわ みちお）
声 - 柴本広之 / 森川智之、中井和哉、柴本浩行、櫻井孝宏
非常に恥ずかしがり屋な性格であるが、弓道をしているときと、高林のために行動するときでは別人。弓道部所属。三年生時には階段長に就任。
高林泉（たかばやし いずみ）
声 - 柏倉つとむ / 石田彰、宮田幸季
女顔な美少年で、皆からの待遇が大変よいのでわがままぶりは天下一である。一年生時には崎に片思いをしていたが、訳あって吉沢道雄の恋人になる。天文部所属。
矢倉柾木（やぐら まさき）
祠堂の入学試験のときに八津に惚れ、両思いであることを確認しあったが、矢倉だけが抱える秘密があって別れる。二年後、それを八津に話せたことがきっかけで、再度つきあう。三年生時には階段長を務める。
八津宏海（やつ ひろみ）
誰にでも人当たりが良く、密かな人気者。二度、心底信頼していた人に裏切られた形になったことがきっかけで、恋のみならず通常の人間関係に対しても臆病になり、恋人はおろか、親友もつくれない。しかし、矢倉に再度告白されてきちんと付き合うことになる。三年生時には級長を務める。
野沢政貴（のざわ まさたか）
声 - なし / 石川英郎、増岡太郎
優しく、賢く、おとなしくて、きれいと評判の青年。その見かけのイメージとは違い、あまり物事にこだわらないタイプ。二年生時には一学年下の駒沢と同室になり、野沢に降りかかったある事件（野沢は気にしていないらしい）などをきっかけに恋人同士になる。二年生時には級長、三年生時には階段長を務める。
駒沢瑛二（こまざわ えいじ）
声 - なし / 林延年
一年生時に、一学年上で同室の野沢に一目ぼれしたが、告白はおろか、野沢の親切さを素直に受け入れることさえできない。しかし、ある事件後、崎らの協力により、野沢と恋人関係になる。剣道部所属。父が小説家。

## 遍歴
同人誌から小説JUNE（サン出版/マガジン・マガジン）を経てCIEL（KADOKAWA・角川書店レーベル）にて連載。書籍化は角川に移籍後からで角川スニーカー文庫から角川ルビー文庫と移っている。
イラストは小説JUNE時代には主に橘しいなが担当し、井上佐智主人公の『通り過ぎた季節』のみ、きよみずまことが担当している。文庫本化にあたりおおや和美が以降担当している。
その後を書いた『崎義一の優雅なる生活』では、単行本にはイラストがないが角川ルビー文庫版でもおおや和美が担当。角川文庫版はyocoが表紙のみを描いている。

### 雑誌掲載
- 「季節はずれのカイダン」『小説JUNE』10号（1984年12月）掲載
- 「そして春風にささやいて」『小説JUNE』23号（1987年2月）掲載
- 「若きギイくんへの悩み」『小説JUNE』24号（1987年4月）掲載
- 「June Pride」『小説JUNE』25号（1987年6月）掲載
- 「通り過ぎた季節」『小説JUNE』27・28号（1987年10・12月）掲載
- 「ギイがサンタになる夜は」『小説JUNE』29号（1988年2月）掲載
- 「それらすべて愛しき日々」『小説JUNE』31号（1988年6月）掲載
- 「裸足のワルツ」『小説JUNE』34号（1988年12月）掲載
- 「告白」『小説JUNE』36号（1989年4月）掲載
- 「てのひらの雪」『小説JUNE』41号（1990年2月）掲載
- 「右腕」『小説JUNE』43号（1990年6月）掲載
- 「恋文」『小説JUNE』48・49号（1991年4・6月）掲載
- 「約束の海の下で」『CIEL』vol.1（1993年11月）掲載
- 「夏の宿題」『CIEL』vol.2（1994年3月）掲載
- 「弥生・三月・春の宵」『JUNE』76号（1994年5月）掲載
- 「セカンドポジション」『CIEL』1994年7・9月号掲載
- 「決心」『CIEL』1994年11月号掲載
- 「バレンタインラプソディ」『CIEL』1995年1月号掲載
- 「Sincerely…」『CIEL』1995年3-9月号掲載（全4回）
- 「エリカの咲く庭」『CIEL』1996年11月-1997年3月号掲載（全3回）
- 「美貌のディテイル」『CIEL』1997年9月号掲載
- 「jealousy」『CIEL』1997年11月号掲載
- 「ROSA」『CIEL』2001年7月号掲載

## 既刊一覧

### 小説『タクミくんシリーズ』
- ごとうしのぶ（著）・おおや和美（イラスト） 『タクミくんシリーズ』 角川書店→KADOKAWA〈角川スニーカー文庫 / 角川ルビー文庫 / 角川mini文庫[注 2]〉、全28巻
  1. 「そして春風にささやいて」1992年5月1日初版発行（4月23日発売[5]）、ISBN 4-04-433601-6
  2. 「カリフラワードリーム」1992年8月1日初版発行（7月27日発売[6]）、ISBN 4-04-433602-4
  3. 「CANON」1992年12月3日初版発行（12月1日発売[7]）、ISBN 4-04-433603-2
  4. 「FAREWELL」1993年2月3日初版発行（1月29日発売[8]）、ISBN 4-04-433604-0
  5. 「虹色の硝子」1993年11月30日発売[9]、ISBN 4-04-433606-7
  6. 「恋文」1994年4月3日初版発行（3月31日発売[10]）、ISBN 4-04-433607-5
  7. 「通り過ぎた季節」1994年12月1日初版発行（11月29日発売[11]）、ISBN 4-04-433609-1
  8. 「オープニングは華やかに」1995年7月1日初版発行（6月29日発売[12]）、ISBN 4-04-433610-5
  9. 「Sincerely…」1995年12月1日初版発行（11月28日発売[13]）、ISBN 4-04-433611-3
  10. 「バレンタインラプソディ」1996年12月1日初版発行（11月26日発売[14]）、ISBN 4-04-433612-1
  11. 「あの、晴れた青空」1997年11月25日初版発行（11月20日発売[15]）、ISBN 4-04-700198-8
  12. 「美貌のディテイル」1997年11月28日発売[16]、ISBN 4-04-433613-X
  13. 「緑のゆびさき」1998年12月25日発売[17]、ISBN 4-04-433615-6
  14. 「花散る夜にきみを想えば」1999年12月25日発売[18]、ISBN 4-04-433616-4
  15. 「彼と月との距離」2000年12月25日発売[19]、ISBN 4-04-433617-2
  16. 「Pure」2001年11月30日発売[20]、ISBN 4-04-433618-0
  17. 「フェアリーテイル おとぎ話」2002年11月30日発売[21]、ISBN 4-04-433619-9
  18. 「夏の残像」2004年4月28日発売[22]、ISBN 4-04-433621-0
  19. 「隠された庭 -夏の残像・2-」2004年11月30日発売[23]、ISBN 4-04-433622-9
  20. 「薔薇の下で -夏の残像・3-」2006年11月30日発売[24]、ISBN 4-04-433623-7
  21. 「恋のカケラ -夏の残像・4-」2007年11月30日発売[25]、ISBN 978-4-04-433624-0
  22. 「プロローグ」2008年4月26日発売[26]、ISBN 978-4-04-433625-7
  23. 「誘惑」2008年11月29日発売[27]、ISBN 978-4-04-433626-4
  24. 「誰かが彼に恋してる」2009年11月28日発売[28]、ISBN 978-4-04-433627-1
  25. 「暁を待つまで」2010年4月28日発売[29]、ISBN 978-4-04-433628-8
    - 「単行本」2006年8月31日初版発行（同日発売[30]）、ISBN 4-04-873685-X

  26. 「リスク」2010年8月31日発売[31]、ISBN 978-4-04-433629-5
  27. 「風と光と月と犬」2014年1月1日発売[32]、ISBN 978-4-04-101157-7
    - 単行本（2011年8月31日発売[33]）、ISBN 978-4-04-874238-2

  28. 「station」2014年3月1日発売[34]、ISBN 978-4-04-101238-3
    - 小冊子付き特装版（2014年2月1日発売[35]）、ISBN 978-4-04-101072-3

### 小説『崎義一の優雅なる生活』
- ごとうしのぶ（著）・おおや和美[注 1]（イラスト） 『崎義一の優雅なる生活』 KADOKAWA、既刊6巻
  1. 「BLUE ROSE」2014年12月26日発売[36]、ISBN 978-4-04-101996-2
    - 角川文庫版（2019年3月23日発売[37]）、ISBN 978-4-04-107130-4
    - 角川ルビー文庫版（2019年4月1日発売[38]）、ISBN 978-4-04-107132-8

  2. 「エリカの咲く庭」2016年1月30日発売[39]、ISBN 978-4-04-103734-8
    - 角川文庫版（2019年4月24日発売[40]）、ISBN 978-4-04-107131-1
    - 角川ルビー文庫版（2019年5月1日発売[41]）、ISBN 978-4-04-107133-5

  3. 「忘れえぬ此の花を、此の想いを」2019年6月28日発売[42]、ISBN 978-4-04-107134-2
    - 角川文庫版（2021年5月21日発売[43]）、ISBN 978-4-04-111243-4
    - 角川ルビー文庫版（2021年6月1日発売[44]）、ISBN 978-4-04-111244-1

  4. 「太陽の石」2020年7月29日発売[45]、ISBN 978-4-04-109310-8
    - 角川文庫版（2022年10月24日発売[46]）、ISBN 978-4-04-112885-5
    - 角川ルビー文庫版（2022年11月1日発売[47]）、ISBN 978-4-04-112886-2

  5. 「フラワー・シャワー」2022年02月14日発売[48]、ISBN 978-4-04-111729-3
    - 角川文庫版（2024年4月25日発売[49]）、ISBN 978-4-04-114943-0
    - 角川ルビー文庫版（2024年5月1日発売[50]）、ISBN 978-4-04-114962-1

  6. 「愛しきリインカーネーション」2024年3月1日発売[51]、ISBN 978-4-04-114638-5

### 小説・合本版（電子書籍）
- ごとうしのぶ（著）・おおや和美（イラスト） 『タクミくんシリーズ』 KADOKAWA〈ボーンデジタル〉、全3巻
  1. 「1・2年生編」2015年12月1日発売[52]
  2. 「3年生春夏編」2015年12月1日発売[53]
  3. 「3年生秋冬編」2015年12月1日発売[54]

### 小説・完全版
旧版を時系列順に再編集し書き下ろしを加えた、新表紙の完全版。
- ごとうしのぶ（著）・おおや和美（イラスト） 『タクミくんシリーズ 完全版』 KADOKAWA〈角川ルビー文庫〉、全3巻
  1. 2016年3月1日発売[55]、ISBN 978-4-04-103945-8
  2. 2016年4月1日発売[56]、ISBN 978-4-04-103950-2
  3. 2016年5月1日発売[57]、ISBN 978-4-04-104302-8
  4. 2016年6月1日発売[58]、ISBN 978-4-04-104305-9
  5. 2016年7月1日発売[59]、ISBN 978-4-04-104306-6
  6. 2016年8月1日発売[60]、ISBN 978-4-04-104307-3
  7. 2016年9月1日発売[61]、ISBN 978-4-04-104308-0
  8. 2016年10月1日発売[62]、ISBN 978-4-04-104720-0
  9. 2016年11月1日発売[63]、ISBN 978-4-04-104718-7
  10. 2016年12月1日発売[64]、ISBN 978-4-04-104719-4
  11. 2017年2月1日発売[65]、ISBN 978-4-04-104945-7
    - ドラマCD同梱版（同日発売[66]）、ISBN 978-4-04-103945-8

### 漫画
いずれも、CIEL連載。作画は第1巻『そして春風にささやいて』のみビリー高橋が担当し、第2巻以降はおおや和美が担当している。
- ごとうしのぶ（著）・おおや和美（イラスト） 『タクミくんシリーズ』 KADOKAWA〈あすかコミックスCL-DX〉、全9巻
  1. 「そして春風にささやいて」1998年8月28日発売[67]、ISBN 4-04-852992-7
  2. 「June Pride〜6月の自尊心〜」2001年1月30日発売[68]、ISBN 4-04-853325-8
  3. 「裸足のワルツ」2002年1月30日発売[69]、ISBN 4-04-853472-6
  4. 「季節はずれのカイダン」2003年11月27日発売[70]、ISBN 4-04-853700-8
  5. 「美貌のディテイル」2004年11月29日発売[71]、ISBN 4-04-853785-7
  6. 「jealousy」2005年11月29日発売[72]、ISBN 4-04-853913-2
  7. 「花散る夜にきみを想えば」2006年11月28日発売[73]、ISBN 4-04-854060-2
  8. 「Pure」2007年11月29日発売[74]、ISBN 978-4-04-854142-8
  9. 「Pure2」2008年11月28日発売[75]、ISBN 978-4-04-854269-2

### 関連書籍
- 『カード・ギャラリー タクミくんシリーズ 春・夏・秋・冬』1996年2月22日発売[76]、ISBN 4-04-435801-X
- 『タクミくんシリーズ イラスト集 Anniversary』2003年3月25日発売[77]、ISBN 4-04-853597-8
- 『タクミくんシリーズ イラスト＆ファンブック 15th Premium Album』2007年12月1日初版発行（11月29日発売[78]）、ISBN 978-4-04-854154-1
- 『映画 タクミくんシリーズ －虹色の硝子－ オフィシャルフォトブック』2009年4月15日発売[79]、ISBN 978-4-04-854341-5
- ごとうしのぶ（著）・おおや和美（イラスト） 『卒業』 講談社、2021年12月1日発売[80]、ISBN 978-4-06-526203-0
  - 「講談社文庫版」2024年3月15日発売[81]、ISBN 978-4-06-534341-8
- 『タクミくんシリーズ 30th Anniversary Fanbook Memorial Days』2023年3月28日発売[82]、ISBN 978-4-04-113236-4

## カセット／CD

### カセットジュネ
- そして春風にささやいて（「そして春風にささやいて」「June Pride」収録）
  - 他キャスト - 野崎大介：中村大樹、山下清彦：松田辰也、葉山尚人：松野達也、看護婦：中村まりこ、タクミの母：さとうあい

### ルビーCDコレクション
- ルビーサウンドアンソロジー（「恋文」他 タクミとギイのポエム、朗読）
- FAREWELL -フェアウエル-（「FAREWELL」小説「ComeOnAMyHouse」）
  - 他キャスト - 石渡典宗：置鮎龍太郎、大城フミ：谷育子、仁杉：村松康雄
- CANON -カノン-（「CANON」小説「七月七日のミラクル」）
  - 他キャスト - 井上佐智：置鮎龍太郎、山田聖矢：速水奨、松浦久美子：鈴鹿千春、運転手：宇垣秀成、女性：田仲美夕紀
- 恋文（「恋文」オリジナル主題歌／ごとうしのぶ「落ち葉の中の手紙」「愛が見える」）
  - 他キャスト - 奈良俊介：塩沢兼人、部員(1)：永田一朗、部員(2)：岩波裕、級友(1)：土門仁、級友(2)：中井和哉
- Sincerely.（「Sincerely.」小説「My Dear...」）
  - 他キャスト - タケル：三木眞一郎、柊蝶子：新山志保、柊香織：柳瀬なつみ、柊優志：野島健児、塚越：大倉正章、洋二郎：幸野善之、松本先生&レスキュー隊員：中井和哉、ホテルマン：井上隆之、島岡：幸野善之
- そして春風にささやいて（「そして春風にささやいて」「それらすべて愛しき日々」）
  - 他キャスト - 野崎大介：子安武人、山下清彦：渡辺和彦、学生(1)：小川雄一郎、学生(2)：堀江恭章、学生(3)：吉本収一郎、赤池光三：松尾銀三、奈美子：石橋千恵
- June Pride（「June Pride」「若きギイくんへの悩み」）
  - 他キャスト - 野崎大介：子安武人、松本先生：中井和哉、玄田先生：稲田徹、中山先生（司書）：山本真奈美、託生の母：鈴木渢、看護婦：山本真奈美、葉山尚人：野島健児、井上佐智：置鮎龍太郎、山田聖矢：速水奨
- 美貌のディテイル（「美貌のディテイル」小説「ストレス」前編）
  - 他キャスト - 舎監の先生：龍谷修武、一年生(1)&(2)：渡辺和彦
- 緑のゆびさき（「緑のゆびさき」「季節はずれのカイダン」小説「ストレス」後編）
- ルビーにくちづけ（「BROWN」小説「Steady」）※通販限定
- 夢の後先（「夢の後先」小説「夢の途中」）
- あの、晴れた青空（「あの、晴れた青空」小説「青空は晴れているか」）
  - 他キャスト - 蓑厳玲二：野島健児、大橋先生：関俊彦、加賀先生：水内清光、託生の母：くればやしたくみ、生徒(1)：関通利、生徒(2)：竹内健、生徒(3)：藤田圭宣、後輩：山本泰輔
- そして春風にささやいて〜10th Anniversary Complete Edition〜（同時収録「若きギイくんへの悩み」「June Pride」）
- ギイがサンタになる夜は〜10th Anniversary Complete Edition〜（同時収録「夢の途中」「steady」）
- バレンタインルーレット〜10th Anniversary Complete Edition〜
- 約束の海の下で〜10th Anniversary Complete Edition〜（同時収録「まどろみのキス」）
- 美貌のディテイル〜10th Anniversary Complete Edition〜
- 緑のゆびさき〜10th Anniversary Complete Edition〜（同時収録「恋するリンリン」）
- 愛しさの構図&てのひらの雪〜10th Anniversary Complete Edition〜（同時収録「青空は晴れているか」）※ 全巻購入者特典
  - 他キャスト - 井上佐智：谷山紀章、山田聖矢：中田譲治、蓑厳玲二：野島健児、葉山尚人:鈴村健一、野崎大介:緑川光

### 付属品
- タクミくんシリーズ 完全版11 ドラマCD同梱版

## 映画
2007年に第1作が劇場公開されて以降シリーズ化されている。2023年公開の第6作ではキャストが一新された。

### タクミくんシリーズ「そして春風にささやいて」
『タクミくんシリーズ そして春風にささやいて』（タクミくんシリーズ そしてはるかぜにささやいて）は、2007年12月22日に東京 シアター・イメージフォーラムにてレイトショー公開。その後、大阪・シネヌーヴォX、名古屋・シネマスコーレにて順次公開された。

#### あらすじ（第1シリーズ）
人里離れた場所にある全寮制男子校・祠堂学院高等学校の2年生になった葉山託生は、学院のアイドル的存在の崎義一（通称ギイ）とルームメイトになる。過去に抱えたトラウマが原因で極度に人を嫌う「人間接触嫌悪症」の託生だったが、ギイの深い愛情によって徐々に心を開いていく。しかし、ギイに想いを寄せる高林泉や、託生に執拗なアプローチをかける野崎大介などの存在により、さまざまな事件が起こる。

#### キャスト
- 葉山託生 - 柳下大[85]
- 崎義一 - 加藤慶祐[85]
- 赤池章三 - 滝口幸広[85]
- 井上佐智 - 相葉弘樹[85]
- 片倉利久 - 坂口りょう[85]
- 吉沢道雄 - 羽多野渉[85]
- 高林泉 - 齋藤ヤスカ[85]
- 野崎大介 - 牧田哲也[85]
- 託生の兄 - 河野弘樹

#### スタッフ
- 監督・編集 - 横山一洋[85]
- 助監督 - 西保典[85]
- 脚本 - 金杉弘子[85]
- 原作 - 「そして春風にささやいて」ごとうしのぶ(角川ルビー文庫)[85]
- 製作 - 川城和実[85]、小松賢志[85]、三木和史[85]
- プロデューサー - 森本浩二[85]、梅澤勝路[85]、片山武志[85]、三木和史[85]
- 美術 - 石毛朗[85]
- 撮影 - 鍋島淳裕[84]
- 照明 - 溝渕健二[85]
- 録音 - 塩原政勝[85]
- 衣装 - 沢柳陽子[84]
- ヘアメイク - 清水美穂[84]
- 音楽 - MOKU[85]
- 製作 - バンダイビジュアル[84]、トライネットエンタテインメント[84]、ビデオプランニング[84]
- 制作・配給 - ビデオプランニング[84]

#### 主題歌
エンディングテーマ「さかさまワールド」
作詞・作曲 - 松本素生、歌 - GOING UNDER GROUND

### タクミくんシリーズ2「虹色の硝子」
『タクミくんシリーズ2 虹色の硝子』（タクミくんシリーズ2 にじいろのがらす）は、1作目から主演キャスト・スタッフが一新され、2009年4月25日にシアター・イメージフォーラムにてレイトショー公開。その後、大阪・シネヌーヴォXでも公開された。

#### あらすじ（シリーズ2）
祠堂学院の2年生・葉山託生は、寮の同室者であり恋人となったギイのおかげで人間接触嫌悪症を克服し、ギイの友人である赤池や、高林、鈴木ら、陽気に話せる仲間もできて幸せな高校生活を送っていた。 ただ人気者のギイの恋人として嫉妬する生徒もいまだに少なくなかった。そんなある日、ギイはハロウィーンパーティーを開催すると託生に言う。そのパーティーに1年生の中で最も美少年の森田も呼ぶとギイが言い出した。折りしも託生とギイは喧嘩の真っ最中で、やけに森田を気にするギイに託生はギイがもう自分に飽きてしまったのではないかと嫉妬する。ギイへの想いに悩み苦しむ託生、ギイのみが知るもう一つの悲しい純愛。二人の愛の行方とその裏に隠された衝撃の真実とは。

#### キャスト（シリーズ2）
- 葉山託生 - 浜尾京介[87]
- 崎義一 - 渡辺大輔[87]
- 赤池章三 - 滝口幸広[87]
- 鈴木健志 - 高橋優太[87]
- 高林泉 - 細貝圭[87]
- 森田徹 - 日和佑貴[87]

#### スタッフ（シリーズ2）
- 監督・編集 - 横井健司[87]
- 助監督 - 明山智[87]
- 脚本 - 金杉弘子[87]
- 原作 - 「虹色の硝子」ごとうしのぶ(角川ルビー文庫)[87]
- 製作 - 小林洋一[87]、安西崇[87]、三木和史[87]
- プロデューサー - 高山芽以[87]、片山武志[87]、三木和史[87]
- 美術 - 丸山裕司[87]
- 撮影 - 下元哲[87]
- 衣裳 - 沢柳陽子[87]
- ヘアメイク - 間宮直子[86]
- 録音 - 土屋和之[87]
- 音楽 - 遠藤浩二[87]
- 製作担当 - 柳内孝一[86]
- 製作 - エースデュース[86]、日本出版販売[86]、ビデオプランニング[86]
- 制作・配給 - ビデオプランニング

#### 主題歌（シリーズ2）
エンディングテーマ「the otherside」
作詞・作曲 - ゴム、歌 - ななふれっと

#### 写真集
- 映画 タクミくんシリーズ -虹色の硝子- オフィシャルフォトブック（角川グループパブリッシング）

### タクミくんシリーズ3「美貌のディテイル」
『タクミくんシリーズ3 美貌のディテイル』（タクミくんシリーズ3 びぼうのディテイル）は、2010年1月30日にシアター・イメージフォーラムにてレイトショー公開。その後、大阪・シネヌーヴォX、名古屋・シネマスコーレにて順次公開された。
2010年6月16日に発売された本編DVDは、6月15日付オリコンデイリーランキングDVD映画部門で第1位を獲得した。

#### あらすじ（シリーズ3）
全寮制男子校・祠堂学院の3年生になった託生。寮の同室者と次の年は同室になれないという規則により、恋人のギイとは寮での生活が離れ離れになってしまう。春休み明けの再会を心待ちにしていた託生の前に現れた新しい同室者は三洲新だった、ひとくせもふたくせもありそうな三洲に戸惑う託生。 また三洲に想いを寄せる後輩の2年生真行寺兼満が託生を妙に慕ってくる。そんな折、階段長に就任したギイの様子が変だと噂になる。 託生は真相を確かめるためギイに会いにいくが、眼鏡をかけたギイは託生に向かって「暫く会わないでおこう」と告げ素っ気無い態度をとる。ギイに飽きられたと思った託生はそのショックで嘆き悲しみ、また以前のように人に触れられない人間接触嫌悪症の病気が再発してしまう。

#### キャスト（シリーズ3）
- 葉山託生 - 浜尾京介[89]
- 崎義一 - 渡辺大輔[89]
- 赤池章三 - 滝口幸広[89]
- 三洲新 - 馬場良馬[89]
- 真行寺兼満 - 川隅美慎[89]
- 片倉利久 - 紅葉美緒[89]
- 野沢政貴 - 齋藤ヤスカ[89]

#### スタッフ（シリーズ3）
- 監督・編集 - 横井健司[89]
- 助監督 - 明山智[89]
- 脚本 - 金杉弘子[89]
- 原作 - 「美貌のディテイル」ごとうしのぶ（角川ルビー文庫）[89]
- 製作 - 安西崇[89]、磯山敦[89]、三木和史[89]
- 企画統括 - 根岸悟[89]、鷲頭哲郎[89]
- プロデューサー - 片山武志[89]、中村美香[89]、三木和史[89]
- 美術 - 遠藤善人[89]
- 撮影 - 下元哲[89]
- 衣裳 - 手塚勇[89]
- ヘアメイク - 岩浅美都子[89]
- 録音 - 土屋和之[89]
- 音楽 - 遠藤浩二[89]
- 挿入歌「the otherside（HIR version）」ゴム
- 製作担当 - 佐藤潤[88]
- 製作 - 日本出版販売[88]、ポニーキャニオン[88]、ビデオプランニング[88]
- 制作・配給 - ビデオプランニング[88]

### タクミくんシリーズ4「Pure 〜ピュア〜」
『タクミくんシリーズ4 Pure 〜ピュア〜』は、2010年12月18日にシアター・イメージフォーラムにてレイトショー公開。その後、大阪・シネヌーヴォX、名古屋・シネマスコーレにて順次公開された。また、福岡と仙台でも上映会が行われた。
本編のサブキャラクターである、三洲新と真行寺兼満をメインとして描かれたスピンオフ的な作品である。

#### あらすじ（シリーズ4）
二年前、祠堂学院の入学試験の日に真行寺は、試験監督手伝いの生徒・三洲新に一目惚れをした。晴れて祠堂学院に入学後、三洲に猛烈にアタックし念願叶って恋人らしき仲になったものの、生徒会長を務める多忙な三洲と真行寺はすれ違ってばかり。 おまけに「お前とは体だけの関係」と三洲に言い切られてしまう。 一方、高林泉と吉沢道雄はお互いを思い遣る気持ちが災いしてこちらもすれ違いばかり。 ギイに吉沢とのことを相談する高林だが吉沢はそんなギイと高林の関係を疑う。 また、真行寺にも相楽先輩という恋のライバルが！どんなときでも前向きに三洲を想い続ける真行寺を応援し、見守る託生とギイ。 それぞれの想いを残しながら3組のカップルたちが七夕の日を迎える。

#### キャスト（シリーズ4）
- 三洲新 - 馬場良馬[91]
- 真行寺兼満 - 内藤大希[91]
- 赤池章三 - 滝口幸広[91]
- 相楽貴博 - 広瀬友祐[91]
- 高林泉 - 三津谷亮[91]
- 吉沢道雄 - 小林豊[91]
- 葉山託生 - 浜尾京介[91]
- 崎義一 - 渡辺大輔[91]

#### スタッフ（シリーズ4）
- 監督・編集 - 横井健司[91]
- 助監督 - 佃謙介[91]
- 脚本 - 金杉弘子[91]
- 原作 - 「Pure−ピュア−」ごとうしのぶ（角川ルビー文庫）[91]
- 製作 - 安西崇[91]、磯山敦[91]、三木和史[91]
- 企画統括 - 根岸悟[91]、鷲頭哲郎[91]
- プロデューサー - 片山武志[91]、中村美香[91]、三木和史[91]
- 美術 - 山下修侍[91]
- 撮影 - 下元哲[91]
- 衣装 - 宮本まゆみ[90]
- ヘアメイク - 鷲田知樹[90]
- 録音 - 土屋和之[91]
- 音楽 - 遠藤浩二[91]
- 制作担当 - 竹上俊一[90]
- 製作 - 日本出版販売[90]、ポニーキャニオン[90]、ビデオプランニング[90]
- 制作・配給 - ビデオプランニング[90]
- 配給協力 - 日本出版販売[90]

### タクミくんシリーズ5「あの、晴れた青空」
『タクミくんシリーズ5 あの、晴れた青空』（タクミくんシリーズ5 あのはれたあおぞら）は、2011年8月20日にシアター・イメージフォーラムにてレイトショー公開。その後、大阪・シネヌーヴォX、名古屋・シネマスコーレにて順次公開された。また、福岡と仙台でも上映会が行われた。本作をもって主演の浜尾京介と渡辺大輔はこのシリーズから卒業した。
2012年1月18日に発売された本編DVDは、1月17日付オリコンデイリーランキングDVD映画部門で第1位、1月30日付オリコン週間ランキングDVD映画部門で第3位、DVD総合部門では第9位を獲得した。

#### あらすじ（シリーズ5）
全寮制男子校・祠堂学院の3年生になった託生とギイ。 二人の恋は、託生が他の生徒からの苛めをうけないようにするためにというギイの配慮から人目を忍んだ恋となっていた。そんな中、兄の命日6月15日を一週間前に控えた託生が墓参りにギイを誘うかどうかを悩んでいると、ギイの方から一緒に行きたいと申し出がある。手放しで喜ぶ託生だがその喜びもつかの間、ギイがその当日に行われる生徒会行事のスヌーカー大会に参加することを聞く。ギイの気持ちを理解しつつも裏切られた気持ちになりギイを責める託生。一方、託生に責められたギイも託生の気持ちを察して悩み苦しむ。そんな二人の関係を知った赤池や三洲、祠堂の仲間たち…そして、運命の6月15日を迎える。

#### キャスト（シリーズ5）
- 葉山託生 - 浜尾京介[93]
- 崎義一 - 渡辺大輔[93]
- 赤池章三 - 滝口幸広[93]
- 三洲新 - 馬場良馬[93]
- 真行寺兼満 - 内藤大希[93]
- 蓑厳玲二 - 高崎翔太[93]
- 大橋先生 - 石橋保[93]

#### スタッフ（シリーズ5）
- 監督・編集 - 横井健司[93]
- 助監督 - 佃謙介[93]
- 脚本 - 金杉弘子[93]
- 原作 - 「あの、晴れた青空」ごとうしのぶ（角川ルビー文庫「花散る夜にきみを想えば」収録）[93]
- 製作 - 安西崇[93]、福場一義[93]、三木和史[93]
- 企画統括 - 根岸悟[93]、鷲頭哲郎[93]
- プロデューサー - 片山武志[93]、中村美香[93]、三木和史[93]
- 美術 - 山下修侍[93]
- 撮影 - 下元哲[93]
- 録音 - 中村雅光[93]
- 音楽 - 遠藤浩二[93]
- 衣装 - 中村絢[92]
- ヘアメイク - 宮崎智子[92]
- 製作 - 日本出版販売[92]、ポニーキャニオン[92]、ビデオプランニング[92]
- 制作・配給 - ビデオプランニング[92]
- 配給協力 - 日本出版販売[92]

### タクミくんシリーズ5「あの、晴れた青空 extended ver.」
『タクミくんシリーズ5 あの、晴れた青空 エクステンデッドバージョン』（タクミくんシリーズ5 あのはれたあおぞら エクステンデッドバージョン）は、2012年12月1日からシアター・イメージフォーラムにて特別限定でレイトショー上映。名古屋・シネマスコーレでは先行して11月24日から上映、その後大阪・シネヌーヴォXでも上映された。2011年公開のシリーズ5作目『あの、晴れた青空』の再編集版が再び劇場公開されたものである。

### タクミくんシリーズ「長い長い物語の始まりの朝。」
『タクミくんシリーズ 長い長い物語の始まりの朝。』（タクミくんシリーズ ながいながいものがたりのはじまりのあさ。）は、2023年5月27日にシアター・イメージフォーラムにて公開。

#### キャスト（長い長い物語の始まりの朝）
- 葉山託生 - 森下紫温[96]
- 崎義一 - 加藤大悟[96]
- 高林泉 - 中山咲月[96]
- 赤池章三 - 高橋璃央[96]
- 片倉利久 - 野口友輔[96]
- 吉沢道雄 - 植村颯太[96]
- 麻生圭 - 永島龍之介[96]
- 鈴木健志 - 坪倉康晴[96]
- 三洲新 - 木津つばさ[96]

#### スタッフ（長い長い物語の始まりの朝）
- 監督・編集 - 横井健司[97]
- 脚本 - 金杉弘子[97]
- 原作 - 「暁を待つまで」「そして春風にささやいて」「長い長い物語の始まりの朝。」ごとうしのぶ（角川ルビー文庫「タクミくんシリーズ　完全版1」収録）[97]
- 製作 - 崔相基[97]、大熊一成[97]、三木和史[97]
- プロデューサー - 片山武志[97]、中村美香[97]、三木和史[97]
- 美術 - 丸山裕司[97]
- 撮影 - 松本貴之[97]
- 録音 - 小川武[97]
- 音楽 - 遠藤浩二[97]
- 製作 - 「タクミくんシリーズ」製作委員会[95]
- 配給 - カルチュア・エンタテインメント[95]

### DVD
- シリーズ1
  - メイキング オブ タクミくんシリーズ　タクミ&ギイ 僕たちの関係（バンダイビジュアル）
  - メイキング オブ タクミくんシリーズ　祠堂学院の休日 8人のプリンスたち（バンダイビジュアル）
  - タクミくんシリーズ そして春風にささやいて（バンダイビジュアル）
- シリーズ2
  - メイキング オブ タクミくんシリーズ 虹色の硝子　恋する貴公子【再版】（ポニーキャニオン）
  - タクミくんシリーズ 虹色の硝子【再版】（ポニーキャニオン）
- シリーズ3
  - メイキング オブ タクミくんシリーズ 美貌のディテイル　タクミとギイ 美貌の瞬間（ポニーキャニオン）
  - メイキング オブ タクミくんシリーズ 美貌のディテイル　祠堂学院 秘密のディテイル（ポニーキャニオン）
  - タクミくんシリーズ 美貌のディテイル（ポニーキャニオン）
- シリーズ4
  - メイキング オブ タクミくんシリーズ Pure～ピュア～　三洲＆真行寺 もうひとつの恋（ポニーキャニオン）
  - メイキング オブ タクミくんシリーズ Pure～ピュア～　祠堂学院 ピュアなプリンス達（ポニーキャニオン）
  - タクミくんシリーズ Pure～ピュア～（ポニーキャニオン）
- シリーズ5
  - メイキング オブ タクミくんシリーズ あの、晴れた青空　タクミとギイ 永遠の誓い（ポニーキャニオン）
  - メイキング オブ タクミくんシリーズ あの、晴れた青空　祠堂学院 青空の下のプリンス達（ポニーキャニオン）
  - タクミくんシリーズ あの、晴れた青空（ポニーキャニオン）
- DVD-BOX
  - タクミくんシリーズ　メモリアルDVD-BOX　2009-2012（ポニーキャニオン）

これまで浜尾京介、渡辺大輔が出演した『虹色の硝子』から『あの、晴れた青空』まで全4作を収録したDVD-BOX。特典として横井監督選りすぐりのメイキング映像やタクミくんシリーズのBGMを収録したサントラCD等が付いている。尚、『あの、晴れた青空』はexteneded ver.として再編集版が収録されている。

## 舞台
タクミくんシリーズ「そして春風にささやいて」
2009年12月9日 - 13日（築地ブディストホール）
脚本・作詞：天美幸（ミュージカル：「学園ヘヴン BOY'S LOVE SCRAMBLE!」・「緋色の欠片」、プロデューサー・原作：「学園八犬伝」（光文社・ピュアリ刊））
キャスト
葉山託生：苅羽悠
崎義一：磯貝龍虎
赤池章三：渡部紘士
片倉利久：鶴見知大
高林泉：植田圭輔
野崎大介：植野堀まこと
松本（先生役）：岡田光
吉沢道雄：橋本祐樹
野川勝：内園順也
山下清彦：宮本晃行

## テレビドラマ
『タクミくんシリーズ －Drama－』のタイトルで、2025年9月22日0時よりBSフジ及びFODにて放送・配信予定である。塩﨑太智と加藤大悟のW主演。

### キャスト
- 葉山託生 - 塩﨑太智（M!LK）
- 崎義一 - 加藤大悟
- 三洲新 - 山下永玖（ONE N' ONLY）
- 真行寺兼満 - 相原一心（ONE LOVE ONE HEART）
- 高林泉 - 世古口凌
- 吉沢道雄 - 祐楽
- 赤池章三 - 柊太朗
- 柴田俊 - 宮本龍之介
- 山下清彦 - 桜木雅哉（原因は自分にある。）
- 野崎大介 - 松原康太郎
- 板見処 - 冨田侑暉
- 片倉利久 - 明石陸（SEVENIC）
- 工藤陽介 - 原田旺慈（SEVENIC）
- 野川勝 - 岩元雅希

### スタッフ
- 原作 - ごとうしのぶ（『若きギイくんへの悩み』『June Pride-6月の自尊心-』『決心』『満月』角川ルビー文庫）
- 脚本 - 金杉弘子
- 制作プロダクション - ビデオプランニング
- 製作著作 - 「タクミくんシリーズ」製作委員会